# Walther Vetter
Walther Hermann Vetter (* 10. Mai 1891 in Berlin; † 1. April 1967 in Ost-Berlin, zuweilen auch Walter Vetter) war ein deutscher Musikwissenschaftler. Von 1946 bis 1958 war er Ordinarius an der Humboldt-Universität zu Berlin.

## Leben
Walther Vetter, evangelisch-lutherisch, war der Sohn des Kapellmeisters Johannes Vetter (1860–1928), Gründungsmitglied der Berliner Philharmonischen Orchesters. 1897 zog die Familie nach Greiz in das Fürstentum Reuß älterer Linie (heute: Thüringen), wo der Vater ein Orchester gründete. Walther Vetter besuchte zunächst das Städtische Gymnasium Greiz und dann bis zum Abitur die Latina der Franckeschen Stiftungen in Halle an der Saale. Er studierte ab 1910 Musikwissenschaft, Kunstgeschichte und Philosophie an der Martin-Luther-Universität Halle-Wittenberg sowie Dirigieren am Leipziger Konservatorium (bei Hans Sitt, Stephan Krehl und Richard Hofmann). 1914 legte er die Dirigentenprüfung ab. Während des Ersten Weltkriegs diente er in einem Heeresmusikkorps (1914/15) und als Armeesoldat unter anderem am Hartmannswillerkopf und vor Verdun an der Westfront (1915–1918).
Danach setzte er sein Studium der Musikwissenschaften an der Universität Halle fort. Darüber hinaus studierte er Kunstgeschichte (bei Wilhelm Waetzoldt) sowie Philosophie und Psychologie (bei Theodor Ziehen und Felix Krueger). Bei seinem akademischen Lehrer Hermann Abert empfing er Anregung für seine spätere Forschungsarbeit, die von der altgriechischen Musik bis zu den Komponisten des 19. Jahrhunderts reichte. 1920 wurde er an der Universität Leipzig mit der Dissertation Die Arie bei Gluck zum Dr. phil. promoviert. Nach dem Studium arbeitete Vetter kurzzeitig als Musikkritiker für die Hallische Zeitung, 1921 wechselte er als Volkshochschullehrer, Musikredakteur der Danziger Neuesten Nachrichten und Musikberater des Senats in die Freie Stadt Danzig. Im Jahr 1927 habilitierte er sich bei Max Schneider mit einer Arbeit über Über Ausgewählte Kapitel aus der Entwicklungsgeschichte und Ästhetik des ein- und mehrstimmigen deutschen Kunstliedes im 17. Jahrhundert an der Schlesischen Friedrich-Wilhelms-Universität zu Breslau für Musikwissenschaft und erhielt sodann eine Privatdozentur ebendort. 1928 wurde er Lehrstuhlvertreter und kommissarischer Leiter des Musikwissenschaftlichen Instituts in Halle. Ab 1929 war er Lehrbeauftragter an der Universität Hamburg.
Obwohl er nach der „Machtergreifung“ der Nationalsozialisten zunächst weiterbeschäftigt wurde, blieb sein Umhabilitationsversuch nach Hamburg 1934 erfolglos. Mitte 1934 erhielt Vetter eine nichtbeamtete außerordentliche Professur an der Universität Breslau, wo seinerzeit Arnold Schmitz den Lehrstuhl besetzte. 1936 wurde Vetter in der Nachfolge von Hans Engel zum Leiter des Musikwissenschaftlichen Seminars und 1939 zum planmäßigen Direktor an der Ernst-Moritz-Arndt-Universität Greifswald ernannt. Im Zuge des Berufungsverfahrens in Berlin, bei dem er nach Friedrich Blume und Rudolf Gerber an dritter Stelle genannt wurde, bezeichnete ihn der örtliche Gaudozentenbundsführer Willi Willing als „Musikwissenschaftler mittleren Formats“. Im April 1941 ging er an die im besetzten Polen neugegründete und nationalsozialistisch ausgerichtete Reichsuniversität Posen, wo er ein beamtetes außerordentliches Ordinariat erhielt und Direktor des Musikwissenschaftlichen Instituts wurde. Diese Stelle verdankte er wohl Herman-Walther Frey, Referent in Hochschulangelegenheiten im Reichswissenschaftsministerium. Für Freys Entnazifizierungsverfahren von 1947 stellte Vetter seinem Bekannten dann einen Persilschein aus. Erst am Ende des Zweiten Weltkriegs, im Januar 1945, wurde Vetter zum Volkssturm (Aufgebot I) eingezogen. Zuletzt diente er als Schreiber eines Versorgungsregiments in der Wehrmacht.
Bereits im Dezember 1933 bekannte er sich öffentlich zum Nationalsozialismus, obwohl er nie NSDAP-Parteimitglied wurde. Der Musikwissenschaftler Hans Huchzermeyer (2012) kritisierte Vetter für seine „nationalsozialistische[n] und antijüdische[n] Einlassungen“ während der NS-Zeit. Als beispielhaft kann sein Vortrag über Volkshafte Merkmale in Mozarts Opern von 1938 herangezogen werden. Vetter war Mitglied im Nationalsozialistischen Lehrerbund (1. Mai 1936 bis 15. Oktober 1937), im NSKK (1939 bis 1941) und in der NSV. Ferner übernahm er bis 1941 die Funktion des Städtischen Musikbeauftragten für Greifswald. 1942 fand er sich im NS-Dozentenbund wieder.
Nach Kriegsende im Mai 1945 nahm Vetter seinen Wohnsitz in der Sowjetischen Besatzungszone, der späteren DDR, und erhielt im März 1946 nach einjährigem Berufungsverfahren den seit dem Tode Arnold Scherings 1941 unbesetzten ordentlichen Lehrstuhl für Musikwissenschaft an der Humboldt-Universität zu Berlin. Vetter beschäftigte sich in seiner Forschung mit verschiedenen Gattungen und Epochen der Musikgeschichte. Er verfasste Studien und systematische Handbücher zur antiken Musik, zu Johann Sebastian Bach, Franz Schubert und Christoph Willibald Gluck. Außerdem publizierte er Lexikonartikel für Paulys Realencyclopädie der classischen Altertumswissenschaft (ab 1927), Die Musik in Geschichte und Gegenwart (ab 1949) und die Neue Deutsche Biographie (ab 1955). Von 1948 bis 1961 war er Mitherausgeber der Musikforschung, von 1956 bis 1966 gemeinsam mit Rudolf Eller Herausgeber des Deutschen Jahrbuchs der Musikwissenschaft. Von 1948 bis 1958 war er Vizepräsident und ab 1961 Ehrenmitglied der Gesellschaft für Musikforschung, von 1950 bis 1960 Vorstandsmitglied des Verbandes Deutscher Komponisten und Musikwissenschaftler. Er wurde Mitglied des 1949 konstituierten Deutschen Bach-Ausschusses. 1950 übernahm er die Leitung der wissenschaftlichen Bachtagung in Leipzig. Ab 1952 gehörte er dann dem Herausgeberkollegium der Neuen Bach-Ausgabe an, indem er bis zu seinem Tode verblieb. Ferner war er Beirat für Musikwissenschaft beim Staatssekretariat für das Hoch- und Fachschulwesen. Im Jahre 1958 wurde er emeritiert. Zu seinen akademischen Schülern gehörten unter anderem Kurt Gudewill (Promotion, Hamburg 1935) und Herbert Kelletat (Habilitation, Posen 1944). Von 1949 bis 1951 war Hans Heinrich Eggebrecht Assistent Vetters in Berlin.
Vetter, der Mitglied der LDPD war, wurde in der DDR in seinem Fach hoch geschätzt. So erhielt er 1957 den Nationalpreis III. Klasse für Wissenschaft und Technik.
Im Jahr 1950 löste sein Buch Der Kapellmeister Bach fachlichen Widerspruch aus. Während die Parteipresse das Buch positiv aufnahm, übte Georg Knepler, selbst ein Kollege Vetters in Ostberlin, Kritik. Auch der westdeutsche Bachforscher Friedrich Smend kritisierte musikwissenschaftliche und theologische Einschätzungen Vetters in einer umfangreichen Fußnote seiner Arbeit Bach in Köthen (1952).
Von anderen Autoren wurden die Arbeiten Vetters im Zusammenhang mit dessen Haltung während der Zeit des Nationalsozialismus kritisiert. So sei sein Einführungsbüchlein zu Leben und Werk Johann Sebastian Bachs von 1938 ideologisch überhöht. Die Schrift unterstütze diejenigen Werte, die durch die Blut-und-Boden-Ideologie der Nazis bedingt waren. Eduard Mutschelknauss attestierte ihm dezidiert völkisch-nationalistische Elemente. Wie auch die Monographie von 1950 gilt Vetters Forkel-Ausgabe Über Johann Sebastian Bachs Leben, Kunst und Kunstwerke (1966ff.), respektive das Nachwort, manchen Autoren als tendenziös.
Er war verheiratet und verstarb 1967 in Berlin-Niederschönhausen. Sein Nachlass befindet sich in der Musikabteilung der Staatsbibliothek zu Berlin.

## Schriften (Auswahl)
- Sinfonia Eroica. Betrachtungen über Beethovens Ethik. In: Die Musik. Band 14.3, November 1914, S. 107–126.
- Die Arie bei Gluck. Leipzig 1920 (Dissertation; nur auszugsweise gedruckt).
- Das frühdeutsche Lied. Ausgewählte Kapitel aus der Entwicklungsgeschichte und Aesthetik des ein- und mehrstimmigen deutschen Kunstliedes im 17. Jahrhundert. 2 Bände. Helios-Verlag, Münster 1928.
- Der humanistische Bildungsgedanke in Musik und Musikwissenschaft. H. Beyer & Söhne, Langensalza 1928.
- Hermann Abert und die Musikwissenschaft an der Universität Halle. Helios-Verlag, Münster 1929 (Vortrag).
- Franz Schubert. Athenaion, Potsdam 1934.
- Antike Musik. Heimeran, München 1935.
- Johann Sebastian Bach: Leben und Werk. Breitkopf & Härtel, Leipzig 1938.
- Beethoven und die militärisch-politischen Ereignisse seiner Zeit. Kluge & Ströhm, Posen 1943 (Vortrag).
- Der Kapellmeister Bach. Versuch einer Deutung Bachs auf Grund seines Wirkens als Kapellmeister in Köthen. Athenaion, Potsdam 1950. Veränderte Neuausgabe: Autonomie und Chaos, Berlin 2020, ISBN 978-3-945980-48-4 (pdf)
- Bericht über die wissenschaftliche Bachtagung der Gesellschaft für Musikforschung: Leipzig 23. bis 26. Juli 1950. Peters, Leipzig 1951 (Hrsg. mit Ernst Hermann Meyer).
- Der Klassiker Schubert. 2 Bände. Peters, Leipzig 1953.
- Festschrift Max Schneider zum achtzigsten Geburtstage. Deutscher Verlag für Musik, Leipzig 1955 (Hrsg.).
- Richard Wagner: Pariser Novellen: Ein deutscher Musiker in Paris. 2. Auflage. Koehler & Amelang, Leipzig 1961 (Hrsg.).
- Mythos – Melos – Musica. Ausgewählte Aufsätze zur Musikgeschichte. 2 Bände. Leipzig 1957–1961.
- Christoph Willibald Gluck. Ein Essay. VEB Deutscher Verlag für Musik, Leipzig 1964.
- Johann Nikolaus Forkel: Über Johann Sebastian Bachs Leben, Kunst und Kunstwerke. Hoffmeister und Kühnel, Leipzig 1802. [Hg. des Faksmile-Neudrucks: 2. Auflage, Henschel, Berlin 1970].